# 花輪サービスエリア
花輪サービスエリア（はなわサービスエリア）は、秋田県鹿角市花輪にある東北自動車道のサービスエリア。
なお、本稿ではサービスエリア内にあるバス停留所花輪バスストップについても記載する。

## 道路
- E4 東北自動車道

## 施設

### 上り線（盛岡・仙台方面）
- 管理：ネクスコ東日本エリアトラクト[1]
- 運営：松屋フーズ[2]
- 駐車場[2]
  - 大型 14台
  - 小型 70台
- トイレ[2]
  - 男性 大4・小7
  - 女性 10（和式2・洋式8）
  - 車椅子用 1
- 松屋（7:30 - 19:30、松屋フーズ）[2][3]
- ショッピング（7:30 - 19:30、松屋フーズ）[2]
- ガソリンスタンド（ENEOS（東日本宇佐美）、8:00 - 20:00、セルフ式）[2][4]
- 自動販売機（24時間）
- E-NEXCO Wi-Fi SPOT
- 郵便ポスト（集配:花輪郵便局）
- ガソリンスタンド（ENEOS（東日本宇佐美）、8:00 - 20:00、セルフ式）[2][5]
- 電気自動車用急速充電設備（24時間）[2]
- ウォークインゲート

### 下り線（青森方面）
- 管理：ネクスコ東日本エリアトラクト[1]
- 運営：松屋フーズ[6]
- 駐車場[6]
  - 大型 16台
  - 小型 58台
- トイレ[6]
  - 男性 大4・小7
  - 女性 10（和式2・洋式8）
  - 車椅子用 1
- 松屋（7:30 - 19:30、松屋フーズ）[6][7]
- ショッピング（11:00 - 19:00、松屋フーズ）[6]
- 自動販売機（24時間）
- E-NEXCO Wi-Fi SPOT
- 郵便ポスト（集配:花輪郵便局）
- 電気自動車用急速充電設備（24時間）[6]

### ガソリンスタンドの閉鎖
かつては下り方面にも新日本石油（現：ENEOS）のガソリンスタンドがあったが2009年3月に閉鎖となった。また、津軽SAのガソリンスタンドも2005年にすでに閉鎖されており、これにより下り方面では岩手山SAを最後に約140kmもガソリンスタンドがない状態になっており、連休時などは岩手山SAのガソリンスタンドに行列ができたり、閉鎖を知らずに来たドライバーが立ち往生する問題が起き、対策として岩手山SAや花輪SAまでの高速道の途中にはガソリンスタンドの閉鎖を記した張り紙が掲示されている。また、花輪SA下り線ではガソリン缶の販売を実施している。

## 花輪バスストップ

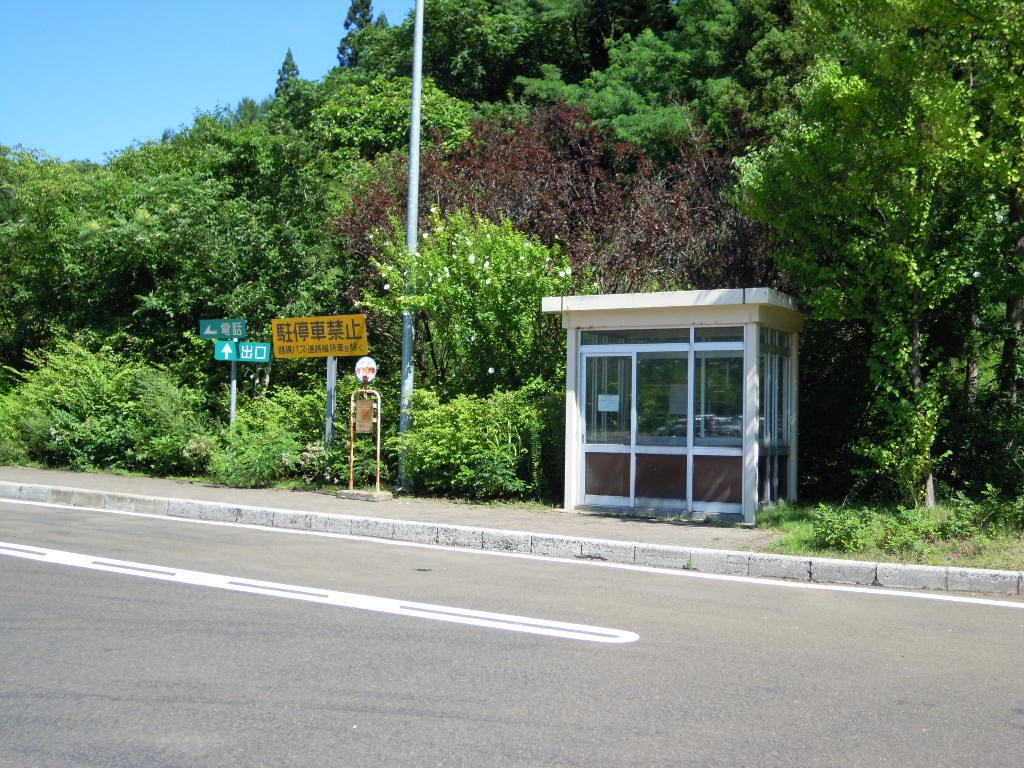
花輪バスストップ（上り線側）の待合室

停留所名は「花輪（はなわ）」である。

### 停車路線
| 路線名     | 運行会社              | 主な経路                                                 |
| ---------- | --------------------- | -------------------------------------------------------- |
| あすなろ号 | 岩手県北バス 弘南バス | 盛岡駅 - 花輪 - 小坂 - 碇ヶ関 - 牡丹平 - 羽黒平 - 青森駅 |

### このエリアで休憩する高速バス
ブルーシティ号、あすなろ号、ヨーデル号

## 隣
E4 東北自動車道
(48) 鹿角八幡平IC - 花輪SA - (49) 十和田IC